# IC 3274
IC 3274 (auch NGC 4360B) ist eine Galaxie vom Hubble-Typ E? im Sternbild Jungfrau auf der Ekliptik. Sie ist schätzungsweise 299 Millionen Lichtjahre von der Milchstraße entfernt und hat einen Durchmesser von etwa 45.000 Lichtjahren. Gemeinsam mit NGC 4360 bildet sie das Galaxienpaar Holm 393. Die Galaxie wird unter der Katalognummer VVC 715 als Teil des Virgo-Galaxienhaufens gelistet, ist dafür jedoch zu weit entfernt.

Im selben Himmelsareal befinden sich u. a. die Galaxien NGC 4307, NGC 4316, IC 3211, IC 3255.
Das Objekt wurde am 15. Februar 1900 von Arnold Schwassmann entdeckt.